# Brasil, año 2000
Brasil, año 2000 (en portugués, Brasil Ano 2000) es una película de ciencia ficción brasileña escrita y dirigida por  Walter Lima Jr. estrenada en 1969. La película trata del retorno de una chica y su madre al Brasil devastado por la Tercera Guerra Mundial. 

## Reparto
- Anecy Rocha como Chica
- Ênio Gonçalves como Reportero
- Hélio Fernando como Hijo
- Iracema de Alencar como Madre
- Zbigniew Ziembinski como General (como Ziembinsky)
- Manfredo Colassanti como Hombre de la S.E.I.
- Arduíno Colassanti como Conductor
- Rodolfo Arena como reverendo
- Jackson De Souza como Político
- Aizita Nascimento como Mujer
- Raul Cortez como Hombre que protesta

## Producción
El rodaje empezó en 1968. El equipo estuvo tres meses en Paraty antes de trasladarse a Rio de Janeiro para planos adicionales en lugares como el Museo Nacional de Brasil y el Archivo Nacional del Brasil.

## Acogida de crítica y público
El film entró en la competición oficial del Festival Internacional de Cine de Berlín de 1969 donde ganó el Oso de Plata. También ganó el de mejor película en el Festival de Cine de Cartagena y el de mejor director en el Festival de Cine de Manaus.